# Romualdo I Guarna
Romualdo Guarna (Benevento, ... – 1137) è stato un cardinale e arcivescovo cattolico italiano.

## Biografia
Nacque a Benevento dalla Famiglia Guarna. Fu nominato cardinale da papa Pasquale II nel concistoro del 1112. Rappresentò la Chiesa come legato pontificio per negoziare la pace con i Normanni. Nel 1121 fu nominato arcivescovo di Salerno. 

Morì nel 1137.

## Conclavi
Romualdo Guarna partecipò a due elezioni papali:
- Elezione papale del 1118, che elesse Gelasio II;
- Elezione papale del 1124, che elesse Onorio III.

## Genealogia episcopale
La genealogia episcopale è:
- Papa Callisto II
- Cardinale Romualdo I Guarna